# ブレインスリープ
株式会社ブレインスリープは、東京都千代田区に本社拠点を置く日本の企業。
睡眠医学に基づいた確かな知見と先進のテクノロジーを掛け合わせ、脳と睡眠を科学するソリューションカンパニー。専門家と連携した睡眠研究、オリジナルプロダクト開発、企業やクリニックへのコンサルティングなど、睡眠に特化したあらゆるソリューションで人や社会の可能性を目覚めさせることを目指し、スタンフォード大学医学部精神科教授で睡眠研究の第一人者である西野精治と設立した。

## 概要
予防医学に携わる中で睡眠の分野に興味を持ったブレインスリープは、同僚に世界最高峰の睡眠研究機関で知られるスタンフォード大学睡眠生体リズム研究所（SCNラボ）の所長を務める西野精治を紹介してもらう。以前から日本人の睡眠リテラシーの低さを問題に感じていた西野精治は、相談を受けて、一緒に日本の睡眠課題に取り組むべく2019年5月にブレインスリープを設立。

西野精治の「ケアだけでなく、キュア（治療）が必要な人がいる」という言葉に感銘を受けたブレインスリープは、医療を土台とした事業展開が必要だと考え、太田睡眠科学センター所長で睡眠時無呼吸症候群研究の第一人者である千葉伸太郎、脳神経外科レジデントとして臨床経験を積み産業医として活躍する丸山崇に協力を仰ぎ、睡眠外来の設立に携わることから事業を始めた。最先端睡眠医学とIT技術を用いて、社会問題の解決を目指す。

## 沿革
- 2019年5月 - 株式会社ブレインスリープ設立
- 2020年9月 - Dクリニック東京 ウェルネス（旧 つなぐクリニックTOKYO）の診療を開始。西野精治医師が顧問に就任[6]

## 事業
メディアやセミナーによる医学的根拠に基づいた睡眠情報の発信、法人向けの睡眠コンサルティング、睡眠に関連する事業を行う民間企業・大学・医療機関向けのオープンイノベーションなど、睡眠に特化した事業を展開。
2020年1月28日、睡眠に関連した様々な情報サイト「SleepediA」を開設。同年6月15日には、同サイト内のコンテンツとして西野精治を含む6名の専門医によるオンライン睡眠相談サイト「Ask SleepediA」を開設。サイトオープンから7か月で月の最大アクセス数が62万ユニークユーザーを超えた。
2020年9月、NTT東日本（東日本電信電話株式会社）をイノベーションパートナーとし、企業の健康経営をサポートするサービス「睡眠偏差値for Biz」の提供を開始する。11月には、NewsPicksと連携して、日本初となる睡眠領域に特化した共創コミュニティ「SLEEP LAB.com」を立ち上げる。

### 実験
- 2021年3月10日 - 株式会社アシックスと共同で、低酸素環境下における運動が睡眠の質に与える影響を検証するための臨床試験を実施[10]。
- 2021年3月15日 - NTT東日本（東日本電信電話株式会社）と共同で、睡眠におけるデータ分析基盤の構築および睡眠障害診断のAI予測に関する実証実験を開始したとを発表[11]。

### 監修
- 『Night＆Day～最高の睡眠と目覚めのためのClassic～』
  - 睡眠に関する調査と研究で実証された成果を基に、西野精治が選んだクラシック22曲を収録[12]。
- BRAIN SLEEP HOME
  - 株式会社ビルドアートと提携し、良質の睡眠を得ることにこだわった住宅を設計[13]。
- Brain Power Nap
  - 恵比寿ガーデンプレイスのワークプレイス内に睡眠特化型IoTデバイスを活用した仮眠室を設置[14]。
- BRAIN SLEEP PILLOW
  - Makuakeプロジェクト第1弾として、2020年3月17日～2020年4月20日の期間で、クラウドファンディングサイトMakuakeにて「Brain Sleep Pillow（ブレインスリープピロー）」のテスト販売を実施し、1660万円の購入支援金を集める（目標金額の1660％を達成）[15]。ギズモード・ジャパン編集長が脳波を計測して、同商品を使用した時の睡眠状態をチェックしたところ、使用前と使用後では深い眠りに入るまでの時間が110分も縮まった。また、最も深い睡眠とされるステージ3のノンレム睡眠の割合が大きく増えた[16]。株式会社サイバーエージェント代表取締役社長の藤田晋も愛用している[17]。
- BRAIN SLEEP DOME CONFORTER
  - 最先端テクノロジーを結集させた最新リカバリー寝具として開発されたドーム型のコンフォーター。Makuakeプロジェクト第2弾として、2020年10月21日～12月28日の期間で先行予約販売を行い、応援金額は1,900万円を超える[18]。
- Good Sleep
  - ザ・プリンスギャラリー東京紀尾井町と共同で開発した睡眠に特化した宿泊プラン[19][20]。
- BRAIN SLEEP FLOAT MATTRESS
  - Makuakeプロジェクト第3弾として、リラックス姿勢を追求した寝床内温度をコントロールするマットレスを開発。体験型ストアのb8ta Tokyo –Yurakucho店にて、ブレインスリープ初となる全商品が試せるPOP-UPストアを出店（2021年3月15日〜2021年3月31日まで）[21]。

### コラボレーション

#### NOMIN(ノーミン)
2021年、脳が眠る質の良い睡眠を啓蒙する脳眠プロジェクトの一環として、「NOMIN(ノーミン)」ブランドを始動。第１弾はブランドディレクター兼モデルである瀬戸あゆみとモデルの武智志穂とのコラボレーションで、生理や産後の女性特有の悩みやライフスタイルに寄り添った商品を開発。
- 瀬戸あゆみ - サニタリーショーツ
- 武智志穂 - ナイトブラ・ケアショーツ

#### 脳眠プロジェクト2021
2021年3月19日「世界睡眠の日」に漫画『ドラえもん』の人気キャラクターで眠りの天才といわれる野比のび太が「ぐっすり大使」に就任したことを発表。TBSラジオとのコラボレーションで、世界睡眠デー特別番組や1日限定のSPラジオCMのオンエア、TBSラジオの各番組内で睡眠に関する特集を展開。
「脳眠プロジェクト2021」のメンバーには、ファッションスタイリストの大草直子、ヘアメイクアーティストの河北裕介、デザイナーの丸山敬太、モデルの山田優が決定している。

### スポンサード
2020年秋ごろ、文化放送『ロンドンブーツ1号2号 田村淳のNewsCLUB』で田村淳が商品を取り上げた所、反響があった。これを受け、ラジオへのプロモーションを始めた。現在、提供を務めているラジオ番組、過去に務めたことのあるラジオ番組は以下がある。
TBSラジオ
- 『ブレインスリープ presents 川島明のねごと』[25]
- 『アルコ&ピース D.C.GARAGE』[25]
- 『ハライチのターン!』[25]
- 『さらば青春の光がTaダ、Baカ、Saワギ』[25]
- 『空気階段の踊り場』[25]

文化放送
- 『ブレインスリープpresents早見沙織のすり～ぷすたいる♪』（特別番組）[26]

ニッポン放送
- 『マヂカルラブリーのオールナイトニッポン0(ZERO)』[25]
- 『三四郎のオールナイトニッポン0(ZERO)』[25]

エフエム東京
- 『ブレインスリープ Presents AKB48 ゆうなぁもぎおん 噂の!週末の夜は最高の睡眠』（特別番組）[25]

## メディア情報

### テレビ
- 2020年4月27日 - フジテレビ『とくダネ!』に西野精治が出演
- 2020年7月23日 - テレビ東京『なないろ日和』（9:11〜10:05放送）に西野精治が出演
- 2020年7月25日 - 日本テレビ『世界一受けたい授業』（19:56～20:54放送）に西野精治が出演[27]

### Web
- 2019年5月30日 - 新R25『睡眠不足はあらゆる病気のきっかけ。睡眠界の権威が語る“コスパよく眠る方法”』[28]
- 2019年8月25日 - NewsPicks『スタンフォード大・西野教授も参入。拡大する「仮眠」ビジネス』[29]